# Medalla por Distinción en la Protección de las Fronteras del Estado
La Medalla por Distinción en la Protección de las Fronteras del Estado (en bielorruso: Медаль «За адзнаку ў ахове дзяржаўнай граніцы») es una condecoración estatal de la República de Bielorrusia. Fue establecida por la Ley de la República de Bielorrusia de fecha 13 de abril de 1995 N.º 3726-XII, titulada «Sobre los premios estatales de la República de Bielorrusia». Se otorga al personal de los distintos organismos encargados de la protección de las fronteras estatales por su valentía y dedicación en la protección de las fronteras estatales y por un excelente desempeño en las operaciones de combate de la patrulla fronteriza mientras se protege la integridad de la frontera estatal.

## Criterios de concesión
La Medalla por Distinción en la Protección de las Fronteras del Estado se otorga al personal militar de los servicios fronterizos y a cualquier otro personal militar y ciudadanos en reconocimiento a:
- Coraje y desinterés mostrados durante la detención de intrusos fronterizos estatales;
- Hechos heroicos y méritos especiales en la protección de fronteras estatales;
- Liderazgo hábil de las operaciones de combate de la patrulla fronteriza mientras se protege la integridad de la frontera estatal;
- Alta vigilancia y acciones decisivas que ayudaron a detener a los intrusos fronterizos;
- Asistencia activa a los servicios fronterizos en su trabajo para proteger las fronteras estatales.

La insignia de la medalla se lleva en el lado izquierdo del pecho y, en presencia de otras órdenes y medallas de la República de Bielorrusia, se coloca justo después de la insignia de la Medalla por Distinción en la Protección del Orden Público.

## Descripción
Es una medalla de tombac con un baño de plata con forma circular de 33 mm de diámetro y con un borde elevado por ambos lados.
En el anverso de la medalla, en el lado exterior a lo largo de la circunferencia de la medalla se puede observar la inscripción «por distinción en la protección de la frontera estatal» (en bielorruso, За адзнаку ў ахове дзяржаўнай гранiцы), en el centro del círculo hay una representación en relieve de un guardia fronterizo y un puesto fronterizo con el emblema estatal de la República de Bielorrusia.
En el reverso de la medalla hay una estrella de cinco puntas enmarcada por una corona de hojas de laurel con rayos que emanan de su centro.
La medalla está conectada con un ojal y un anillo a un bloque pentagonal cubierto con una cinta muaré de seda verde con una franja longitudinal roja en el lado derecho. Los laterales de la cinta están bordeados con rayas rojas estrechas.